# Nuno Campos (calciatore 1975)
Nuno Alexandre Carvalho Campos, noto semplicemente come Nuno Campos (Lisbona, 20 aprile 1975), è un allenatore di calcio ed ex calciatore portoghese, di ruolo centrocampista.

## Carriera

### Allenatore
Ha trascorso 15 anni come vice di Paulo Fonseca, prima di dividersi dall'allenatore nativo del Mozambico nell'estate del 2021. Il 7 ottobre seguente diventa il nuovo tecnico del Santa Clara, da cui viene esonerato il 15 dicembre, dopo aver conquistato quattro punti in sei partite di campionato.